# Nystalus
Nystalus – rodzaj ptaków z rodziny drzymów (Bucconidae).

## Zasięg występowania
Rodzaj obejmuje gatunki występujące w Ameryce Południowej i Centralnej.

## Morfologia
Długość ciała 18–22 cm; masa ciała 32–64 g.

## Systematyka

### Etymologia
- Nystalus: gr. νυσταλος nustalos „senny”, od νυσταζω nustazō „drzemać”[5].
- Ecchaunornis: gr. εκχαυνοω ekkhaunoō „puchnąć, nadymać się”; ορνις ornis, ορνιθος ornithos „ptak”[6]. Gatunek typowy: Bucco radiatus P.L. Sclater, 1854.

### Podział systematyczny
Do rodzaju należą następujące gatunki:
- Nystalus radiatus (P.L. Sclater, 1854) – drzym prążkowany
- Nystalus obamai Whitney, Piacentini, Schunck, Aleixo, de Sousa, Silveira & Rêgo, 2013 – drzym ciemnopióry
- Nystalus striolatus (von Pelzeln, 1856) – drzym białogardły
- Nystalus chacuru (Vieillot, 1816) – drzym białouchy
- Nystalus maculatus (J.F. Gmelin, 1788) – drzym plamisty